# Blue Hors Matiné
Blue Hors Matiné (21 juin 1997 - 25 janvier 2010), est une jument danoise de robe grise, montée par le cavalier danois Andreas Helgstrand dans les compétitions de dressage. Elle est la révélation des Jeux équestres mondiaux de 2006.  

## Histoire
Elle naît le 21 juin 1997 à l'élevage d'Inger Katballe, au Danemark. Elle débute ses premiers Grands Prix en 2006, à l'âge de neuf ans.
La même année, elle fait sensation aux Jeux équestres mondiaux de 2006, où elle décroche une double médaille de bronze et une médaille d'argent sur la reprise libre en musique avec Andreas Helgstrand. La vidéo de cette performance est vue plus de 9 millions de fois entre 2006 et 2009. Elle se fait alors connaître comme la « jument grise qui danse ». Blue Hors Matiné concourt un peu durant la saison hivernale 2006-2007, puis sa carrière prend brutalement fin.
Blessée en avril 2007 à Las Vegas, Blue Hors Matiné ne parvient pas à récupérer, et est officiellement mise à la retraite en août 2009 pour devenir poulinière, à l'instigation du haras Blue Hors. Il est prévu qu'elle soit inséminée par l'étalon Blue Hors Zack au printemps 2010.
Elle est euthanasiée le 25 janvier 2010 après un accident survenu dans son pré, qui a causé une fracture du membre antérieur au niveau du genou,,.

## Description
Blue Hors Matiné est une jument grise, inscrite au stud-book du Danois sang-chaud (DWB). Elle apparaît stressée et très sensible en concours de dressage, notamment en raison de très fréquents fouaillements de queue.

## Palmarès
La carrière sportive de Blue Hors Matiné a été très courte mais aussi extrêmement fructueuse, le site Eurodressage la comparant à une étoile filante : 
- 2006 : Médaille de bronze et médaille d'argent (reprise libre en musique) aux Jeux équestres mondiaux de 2006 à Aix-la-Chapelle ; 4e par équipes[1].
- Mars 2007 : 2e du Grand Prix de dressage de Bois-le-Duc ; 2e du Grand Prix kür[1].

## Origines
| Origines de Blue Hors Matiné                  | Origines de Blue Hors Matiné        | Origines de Blue Hors Matiné         | Origines de Blue Hors Matiné |
| --------------------------------------------- | ----------------------------------- | ------------------------------------ | ---------------------------- |
| Père Silvermoon 1991 - Trakehner Gris, 1,67 m | Kostolany 1985 - Trakehner          | Enrico Caruso 1978 Trakehner         | Mahagoni                     |
| Père Silvermoon 1991 - Trakehner Gris, 1,67 m | Kostolany 1985 - Trakehner          | Enrico Caruso 1978 Trakehner         |                              |
| Père Silvermoon 1991 - Trakehner Gris, 1,67 m | Kostolany 1985 - Trakehner          | Kapstadt 1980 Trakehner              | Falke                        |
| Père Silvermoon 1991 - Trakehner Gris, 1,67 m | Kostolany 1985 - Trakehner          | Kapstadt 1980 Trakehner              | Karben                       |
| Père Silvermoon 1991 - Trakehner Gris, 1,67 m | Suleiken IV 1980 - Trakehner        | Mahagoni 1974 Trakehner              | Pasteur                      |
| Père Silvermoon 1991 - Trakehner Gris, 1,67 m | Suleiken IV 1980 - Trakehner        | Mahagoni 1974 Trakehner              | Maharani II                  |
| Père Silvermoon 1991 - Trakehner Gris, 1,67 m | Suleiken IV 1980 - Trakehner        | Sylveleine 1975 Trakehner            | Maharadscha                  |
| Père Silvermoon 1991 - Trakehner Gris, 1,67 m | Suleiken IV 1980 - Trakehner        | Sylveleine 1975 Trakehner            | Sabrina III                  |
| Mère Matadie 1983 - Danois sang chaud         | Matador II 1979 - Danois sang chaud | My Sherif 1972 Danois sang chaud     | Elizar                       |
| Mère Matadie 1983 - Danois sang chaud         | Matador II 1979 - Danois sang chaud | My Sherif 1972 Danois sang chaud     |                              |
| Mère Matadie 1983 - Danois sang chaud         | Matador II 1979 - Danois sang chaud | Susan Bakkely 1974 Danois sang chaud |                              |
| Mère Matadie 1983 - Danois sang chaud         | Matador II 1979 - Danois sang chaud |                                      |                              |
| Mère Matadie 1983 - Danois sang chaud         | Sussie 1980 - Danois sang chaud     | Saskibard II 1971 Holsteiner         |                              |
| Mère Matadie 1983 - Danois sang chaud         | Sussie 1980 - Danois sang chaud     | Saskibard II 1971 Holsteiner         |                              |
| Mère Matadie 1983 - Danois sang chaud         | Sussie 1980 - Danois sang chaud     | Weinzit 1974 Danois sang chaud       |                              |
| Mère Matadie 1983 - Danois sang chaud         | Sussie 1980 - Danois sang chaud     |                                      |                              |